# Lotta Schelin
Charlotta "Lotta" Eva Schelin (Trångsund, 1984. február 27. –) világbajnoki bronzérmes svéd válogatott labdarúgó, csatár.

## Pályafutása

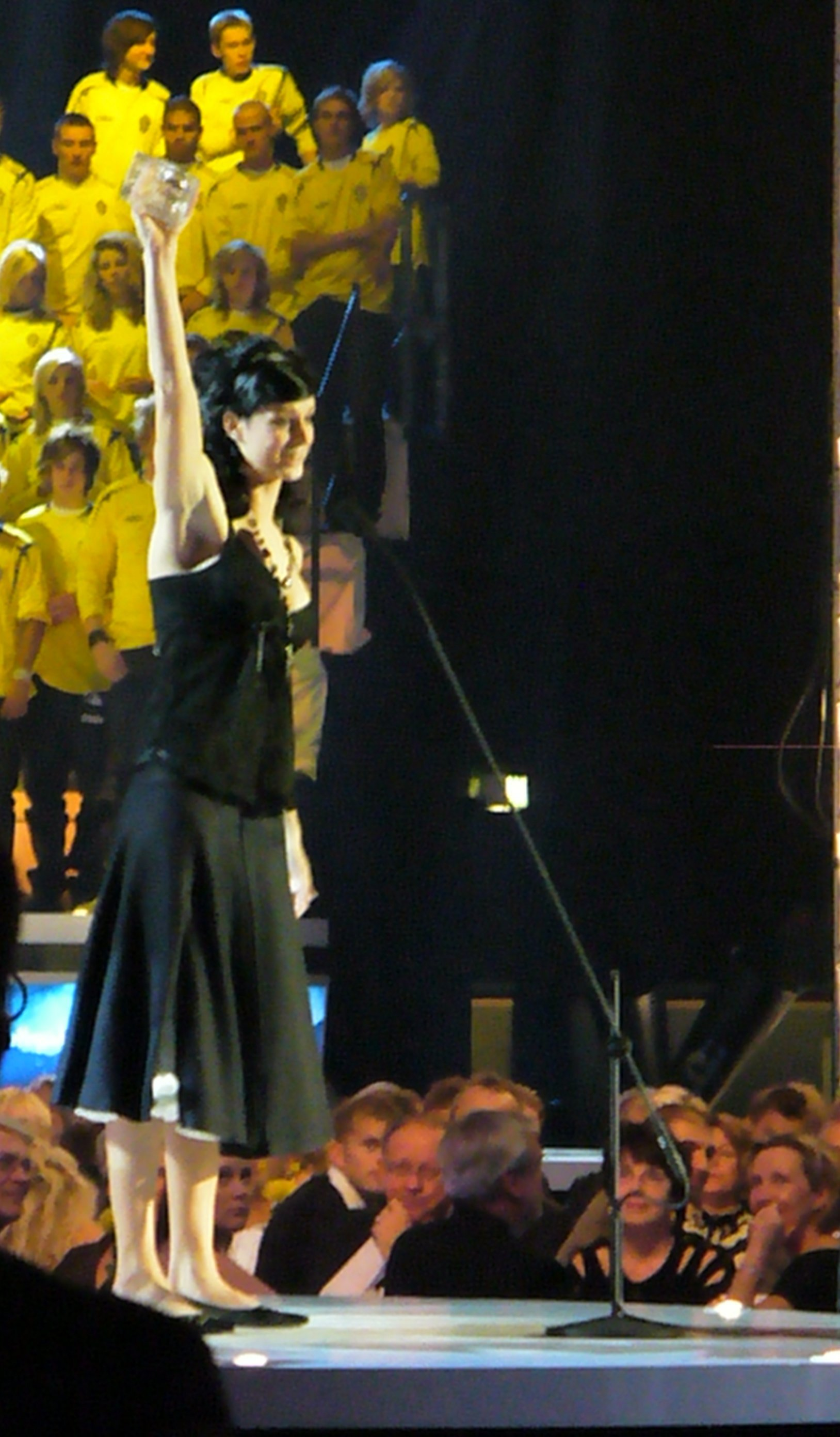
Schelin 2006 novemberében a Gyémántlabda átvételekor

Schelin a Göteborg melletti Kålleredben nőtt fel és 1993-ban itt kezdte a labdarúgást testvérével Camilla-val. 1997 és 2001 között a Mölnlycke IF ifjúsági csapatában játszott. A labdarúgás mellett több sportágban is kipróbálta magát. Asztaliteniszezett, atletizált és hódeszkázott is mielőtt teljesen a labdarúgás mellett kötelezte el magát. Tizenéves korában gerinc problémái voltak és emiatt azt javasolták neki, hogy fejezze be az aktív sportolást. 17 éves korára rendbe jött és folytathatta a sportolást.
2001-ben, 17 évesen mutatkozott be a svéd bajnokságban a Landvetter FC színeiben, amely ma BK Häcken néven ismert. 2002 augusztusában megsérült és majdnem egy évet kihagyott. 2003 júniusában tért vissza a pályára.
2004. március 16-án  mutatkozott be a svéd válogatottban. Tagja volt a 2004-es athéni olimpián részt vevő csapatnak. 2005-ben ágyék és térd sérülés miatt kényszerült hosszabb kihagyásra.
2006-ban sikeresen tért vissza és elnyerte a svéd bajnokság legjobb játékosának járó díjat a Gyémántlabdát, illetve a bajnokság legjobb csatárának járó díjat. 2007-ben részt vett a svéd válogatottal a kínai világbajnokságon. 2008-ban tagja volt a pekingi olimpián részt vevő csapatnak. Az olimpia után a francia Olympique Lyonnais csapatához szerződött. 2008. szeptember 24-én az amerikai Saint Louis Athletica jelezte, hogy szerződtetné, de a már aláírt lyoni szerződés miatt ezt vissza kellett utasítania.
2011-ben a francia csapattal megnyerte a bajnokok ligáját és a svéd válogatottal bronzérmes lett a világbajnokságon.

## Sikerei

### Klubcsapatokban
Svéd kupagyőztes (2):
- FC Rosengård (2): 2016, 2017

 Francia bajnok (8):
- Olympique Lyon (8): 2008–2009, 2009–2010, 2010–2011, 2011–2012, 2012–2013, 2013–2014, 2014–2015, 2015–2016

 Francia kupagyőztes (5):
- Olympique Lyon (5): 2012, 2013, 2014, 2015, 2016

3-szoros Bajnokok Ligája győztes
- Olympique Lyon: 2010–11, 2011–12, 2015–16

1-szeres Klubvilágbajnok:
- Olympique Lyon: 2012[3]

### A válogatottban
Svédország
- Világbajnoki bronzérmes: 2011
- Olimpiai ezüstérmes: 2016
- Algarve-kupa győztes: 2009

### Egyéni
- Svéd gólkirálynő:
  - Kopparbergs/Göteborg FC: 2006 (21 gól), 2007 (26 gól)
- Francia gólkirálynő:
  - Olympique Lyon: 2013 (24 gól), 2015 (34 gól)
- Az év felfedezettje Svédországban: 2004
- Az év játékosa (Gyémántlabda-díj): 2006, 2012, 2011, 2013, 2014
- Az év játékosa (1): 2013
- Európa-bajnoki Aranycipős: 2013 (5 gól)